# 부산해양자연사박물관
부산해양자연사박물관(釜山海洋自然史博物館, Busan Marine Natural History Museum)은 해양생물 등 자연사자료의 수집·보관·분류진열·실험·조사 연구 등을 통한 해양과학의 발전과 시민의 이해증진에 관한 사무를 분장하는 부산광역시청의 사업소이다. 관장은 지방서기관 또는 지방기술서기관으로 보한다.

## 설치 근거 및 소관 사무

### 설치 근거
- 「부산광역시 행정기구 설치 조례」 제49조제1항[2]

### 소관 사무
- 해양자연사 자료의 확보·전시·조사·교육 및 연구에 관한 사항
- 해양탐사, 해양생물에 대한 교육 및 학술연구 발표에 관한 사항
- 해양과학 창달을 위한 해양지식 지원프로그램 개발에 관한 사항
- 부산어촌민속관의 관리·운영에 관한 사항
- 기타 부산해양자연사박물관 운영에 관한 사항

## 연혁
- 1994년 6월 10일: 세계해양생물전시관 개관.
- 2000년 3월 1일: 부산해양자연사박물관으로 개편.
- 2003년 1월 30일: 부산광역시청 직속 사업소로 독립.[3]
- 2003년 4월 30일: 제2전시관 개관.
- 2007년 2월 23일: 어촌민속관 개관.

## 전시
| 제1관 - 산호류관: '바다의 꽃'이라 불리는 산호를 분류, 체계적으로 전시. - 물새류/해수류관: 극지방, 늪, 해변, 대양등의 각종 물새류 전시, 해수류 자료 전시. - 해양생물공예관: 해양생물을 이용해 만든 각종 공예품 전시. - 두족류/극피류관: 초대형 점보오징어, 성게, 해삼, 불가사리 등 전시. - 파충류관: 수중 및 육사의 양면 생활을 하는 각종 파충류 전시. - 한국산패류/화석관: 한국에 서식하는 패류 및 발굴화석 전시. - 상어류관: 상어 및 가오리 분류 전시. - 대형어류관: 대형어류 및 고래류 전시 - 가오리관: 가오리 분류 전시. - 열대생물탐구관: 열대생물 집중 전시 | 제2관 - 패류관: 세계 각국의 패류 전시. - 갑각류관: 새우, 개류 등 세계 각국의 신비한 갑각류 전시. - 시각장애인관: 시각장애인 전용전시관. 화석, 어류, 패류 등 실물교체 전시. - 관상어류관: 희귀 관상어류 전시. - 산호류지원관: 산호자원의 서식형태 재현 및 상어류 전시. - 어류관: 세계 각 해역의 어류를 분류, 체계적으로 전시. - 한국수계자원관: 한국 수산생물자원을 수계별·특성별로 전시. - 화석관: 5억 년 전의 고생대 해양생물화석으로부터 중생대·신생대에 이르기까지의 화석류 전시. |

## 조직

### 관장
- 관리팀[4]
- 전시팀[5]